# 천국의 속삭임
《천국의 속삭임》(이탈리아어: Rosso Come il Cielo)/(영어: Red Like The Sky)는 2006년 개봉한 이탈리아 영화이다.

## 출연
- 루카 카프리오티 - 미르코
- 프란체스카 마투란자 - 프란체스카
- 시모네 굴리 - 펠리체
- 파올로 사사넬리 - 줄리오 신부
- 마르코 코치 - 에토레
- 시몬 콜롬바리 - 미르코의 아빠
- 로잔나 젠틸리 - 미르코의 엄마

## 한국판 성우진(KBS)
- 이선 - 미르코(루카 카프리오티)
- 은영선 - 프란체스카(프란체스카 마투란자)
- 최하나 - 펠리체(시모네 굴리)
- 위훈 - 줄리오 신부(파올로 사사넬리)
- 탁원제 - 교장선생님(노먼 모차토)
- 임수아 - 산타 수녀(파트리시아 라 폰테)
- 오세홍 - 미르코의 아빠(시몬 콜롬바리)
- 이용순 - 미르코의 엄마(로잔나 젠틸리)
- 윤동기 - 에토레(마르코 코치)
- 사성웅 - 영화 속 배우(치초 인그라시아) / 의사선생님(피어알도 페란테)
- 이미향 - 프란체스카의 엄마(리사 길란티니)
- 정옥주 - 선생님(쥬시 메를리)
- 김정아 - 다비드(프란체스코 캄포바소)
- 전숙경 - 발레리오(안드레아 구쏘니) / 에토레의 친구(미셸 로리오)
- 안소이 - 마리오(알렉산드로 피오리)
- 백승철 - 선생님(노먼 모자토)